# Schlageterinsel
Die Schlageterinsel ist eine 75 m² große künstliche Insel im Fluss Böhme im Böhmewald bei Soltau in Niedersachsen. Die Insel ist durch einen etwa einen Meter breiten Graben von Festland abgetrennt, der mit Holzpfeilern ausgebaut ist. Verbunden mit dem Festland ist das 15 m lange und 5 m bis 6 m breite Eiland durch eine kleine Brücke aus Holz.
Zur Herrichtung des Böhmewaldes zum „Erholungswald“ erwarb 1897 der Soltauer Ehrenbürger Wilhelm Röders sen. eine Fläche gegenüber dem Böhmebogen, ließ die Böhme in eine leichte Schleife legen und die in der Kurve liegende Fläche des alten Flusslaufes zur Insel aufschütten.
Die 30 Jahre später nach dem deutschen Freikorpskämpfer Albert Leo Schlageter benannte Insel ist hauptsächlich von Brennnesseln und anderen Krautpflanzen bewachsen. Inmitten stehen auch eine standhafte Kastanie und eine Ulme. Namensgeber Schlageter ist eine umstrittene Persönlichkeit, da er den Nationalsozialisten als Märtyrerfigur diente.

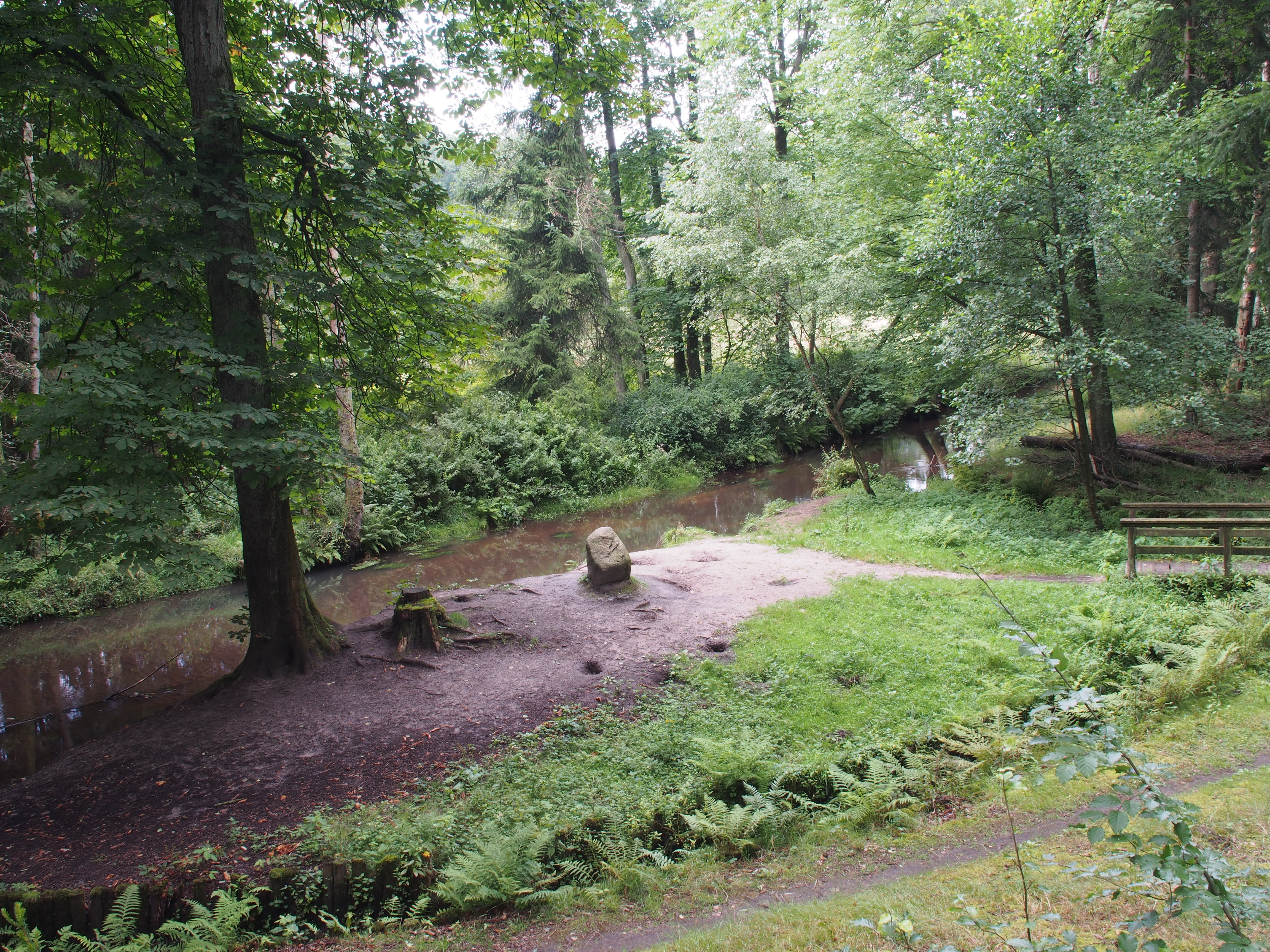
Böhme und Schlageterinsel von oben gesehen